# 沙尚克·维克拉姆
沙尚克·维克拉姆（1977年7月2日—），印度外交官，現任印度駐印度尼西亞巴厘總領事，曾任印度駐南非德班總領事、印度駐英國伯明翰總領事。

## 經歷
沙尚克·维克拉姆生於1977年7月2日。他畢業於坎普爾的加内什·尚卡尔·维迪亚蒂纪念医学院，獲得醫學學士學位。
2004年，維克拉姆加入印度外事服務。

## 個人生活
已婚，育有兩個孩子。